# Arnold Bruggink
Arnold Jan Bruggink (* 24. července 1977, Almelo, Nizozemsko) je bývalý nizozemský fotbalový záložník a reprezentant. Mimo Nizozemska hrál v Německu a Španělsku.
Za sezónu 1999/00 získal ocenění Talent roku Nizozemska.

## Klubová kariéra
Kariéru zahájil a ukončil v FC Twente. Mezitím hrál v klubech PSV Eindhoven, RCD Mallorca, SC Heerenveen a Hannover 96.

## Reprezentační kariéra
V A-mužstvu nizozemské fotbalové reprezentace debutoval 2. 9. 2000 v kvalifikačním zápase v Amsterdamu proti týmu Irska (remíza 2:2). Poté nastoupil ještě 15. 11. 2000 v Seville proti Španělsku (výhra 2:1). Další reprezentační starty již nepřidal.
Zápasy Arnolda Brugginka v A-mužstvu Nizozemska
| Rok    | Zápasy | Góly |
| ------ | ------ | ---- |
| 2000   | 2      | 0    |
| Celkem | 2      | 0    |